# مدرعة الشمال
مدرعة الشمال (التسمية الثنائية:†Borealopelta) هي جنس منقرض من الأنكيلوصوريات تتبع فصيلة العظايا المدملكة من فترة الطباشيري المبكر في ألبرتا، كندا. يحتوي على نوع واحد هو مدرعة الشمال مارك ميتشلية B. markmitchelli الذي تم تسميته في عام 2017 من قبل كالب براون Caleb Brown وزملائه من عينة محفوظة جيدًا تعرف باسم عظاءة سنكور المدملكة Suncor nodosaur. تم اكتشاف العينة في منجم رمال نفط شمال فورت ماكموراي في ألبرتا مملوك لشركة سنكور للطاقة وهي رائعة لكونها من بين أفضل أحافير الديناصورات المحفوظة بحجمها على الإطلاق. لم تحافظ فقط على الدرع (جلد عظمي) في أوضاع حياتها ولكن أيضًا بقايا أغماد الكيراتين الذي يغطي الجلد ومحتويات المعدة من الوجبة الأخيرة للحيوان. تم العثور على الجسيمات ميلانينية أيضًا التي تشير إلى أن الحيوان له لون بشرة محمر.